# Marc Kühne
Marc Kühne (Halle, RDA, 6 de septiembre de 1976) es un deportista alemán que compitió en bobsleigh en las modalidades doble y cuádruple.
Ganó dos medallas en el Campeonato Mundial de Bobsleigh, oro en 2007 y plata en 2009, y tres medallas en el Campeonato Europeo de Bobsleigh, en los años 2005 y 2009. Participó en los Juegos Olímpicos de Turín 2006, ocupando el quinto lugar en la prueba cuádruple.

## Palmarés internacional
| Campeonato Mundial | Campeonato Mundial           | Campeonato Mundial | Campeonato Mundial |
| Año                | Lugar                        | Medalla            | Prueba             |
| ------------------ | ---------------------------- | ------------------ | ------------------ |
| 2007               | Sankt Moritz (Suiza)         | Medalla de oro     | Equipo             |
| 2009               | Lake Placid (Estados Unidos) | Medalla de plata   | Doble              |
| Campeonato Europeo |                              |                    |                    |
| Año                | Lugar                        | Medalla            | Prueba             |
| 2005               | Altenberg (Alemania)         | Medalla de bronce  | Cuádruple          |
| 2009               | Sankt Moritz (Suiza)         | Medalla de plata   | Cuádruple          |
| 2009               | Sankt Moritz (Suiza)         | Medalla de bronce  | Doble              |